# Diego Febbraro
Diego Febbraro (* 13. August 1960 in Todi) ist ein italienischer Filmregisseur und Drehbuchautor.

## Leben
Febbraro führte Theaterregie und betätigte sich als Sportjournalist für die Zeitschrift „Boxe Ring“. 1991 legte er sein Filmdebüt als Regisseur vor. Agnieszka gewann beim 46. Internationalen Filmfestival in Salerno; auch sein 2000 entstandener Una Milanese a Roma nach eigenem Drehbuch wurde ausgezeichnet und war ein Kinoerfolg. Drei Jahre später folgte Per gusto omicidio und 2007 seine bislang letzte Arbeit, der Historienfilm L'anno mille, wieder nach eigenem Buch. 